# Скелетон на зимних Олимпийских играх 2018
Соревнования по скелетону на зимних Олимпийских играх 2018 года в Пхёнчхане прошли с 15 по 17 февраля в центре санных видов спорта «Альпензия», расположенном в курорте Альпензия, вблизи посёлка Дэквалъмьён.
В рамках соревнований разыграно 2 комплекта наград.

## Квалификация
По итогам квалификационных соревнований олимпийские лицензии получат 50 спортсменов (30 мужчин и 20 женщин), при этом максимальная квота для одного олимпийского комитета составит 6 спортсменов (3 мужчины и 3 женщины).

## Расписание
Время местное (UTC+9)
| День   | Дата                | Старт         | Соревнование               |
| ------ | ------------------- | ------------- | -------------------------- |
| День 7 | Четверг, 15 февраля | 10:00 — 12:25 | Заезды 1-й и 2-й (мужчины) |
| День 8 | Пятница, 16 февраля | 9:30 — 11:55  | Заезды 3-й и 4-й (мужчины) |
| День 8 | Пятница, 16 февраля | 20:20 — 22:10 | Заезды 1-й и 2-й (женщины) |
| День 9 | Суббота, 17 февраля | 20:20 — 22:25 | Заезды 3-й и 4-й (женщины) |

## Медали

### Общий зачёт
Жирным шрифтом выделено самое большое количество медалей в своей категории
| Общее количество медалей |                                  |        |         |        |       |
| Место                    | Страна                           | Золото | Серебро | Бронза | Всего |
| 1                        | Великобритания                   | 1      | 0       | 2      | 3     |
| 2                        | Республика Корея                 | 1      | 0       | 0      | 1     |
| 3                        | Германия                         | 0      | 1       | 0      | 1     |
| 3                        | Олимпийские спортсмены из России | 0      | 1       | 0      | 1     |
| Всего                    | Всего                            | 2      | 2       | 2      | 6     |

### Медалисты
| Дисциплина | Золото                          | Серебро                 | Бронза                         |
| Мужчины    | Юн Сун Бин Республика Корея     | Никита Трегубов ОСР     | Доминик Парсонс Великобритания |
| Женщины    | Элизабет Ярнольд Великобритания | Жаклин Лёллинг Германия | Лора Диз Великобритания        |

## Место проведения соревнований
| Центр санных видов спорта «Альпензия» |
| ------------------------------------- |
|                                       |
| Вместимость: 5000                     |